# Alejandro Mañas García
Alejandro Mañas García (Castelló de la Plana, 1985) és un artista valencià. És doctor en Belles Arts i docent a la UPV.
El 2016 crea el vídeo Sons de la llibertat, exposat al Centre del Carme el 2019. En ell, parla amb persones de Cella que visqueren la Guerra Civil.